# Partito del Rinnovamento (Impero ottomano)
Il Partito del rinnovamento o partito delle Riforme (in turco ottomano Teceddüt Fırkası) è stato un partito politico ottomano di breve durata.
Dopo la sconfitta dell'Impero ottomano nella prima guerra mondiale, i leader del partito di governo Comitato di Unione e Progresso (CUP) fuggirono dall'Impero ottomano. Durante l'ultimo congresso del partito tenutosi dal 1° al 5 novembre 1918, i restanti membri del partito decisero di abolire il partito, che fu duramente criticato dal pubblico a causa della sconfitta. Decisero tuttavia anche di formare un nuovo partito con un nome diverso.
Il Partito del Rinnovamento fu fondato l'11 novembre 1918. I patrimoni del CUP furono trasferiti al nuovo partito. Il presidente del partito divenne Hüsnü Pasha, un membro del Senato ottomano. Sebbene il partito abbia perso dopo la guerra il suo precedente potere esecutivo, fu per breve tempo il gruppo di maggioranza in parlamento. Il 21 dicembre 1918 il sultano abolì il parlamento. Sebbene il partito continuasse le sue attività, il 5 maggio 1919 fu sciolto dal governo.
Alcuni membri del partito come Hamit Hasancan e Mehmet Şeref Aykut si unirono ai nazionalisti turchi dopo che fu sciolto e prestarono servizio durante la Repubblica turca come membri del Partito popolare repubblicano. Alcuni di loro hanno anche assunto incarichi governativi come Tevfik Rüştü Aras come ministro degli affari esteri tra il 1925 e il 1938, Reşit Galip come ministro dell'istruzione nazionale tra il 1932 e il 1933 e Şemsettin Günaltay come primo ministro tra il 1949 e il 1950.